# Новая Зеландия на зимних Олимпийских играх 1998
Новая Зеландия принимала участие в Зимних Олимпийских играх 1998 года в Нагано (Япония) в одиннадцатый раз за свою историю, но не завоевала ни одной медали. Страну представляли 4 мужчины и 2 женщины, принимавшие участие в соревнованиях по бобслею, горнолыжному спорту, конькобежному спорту, санному спорту, сноубордингу и фристайлу.

## Бобслей
Спортсменов - 2
| Спортсмены                 | Вид    | 1 заезд   | 1 заезд | 2 заезд   | 2 заезд | 3 заезд   | 3 заезд | 4 заезд   | 4 заезд | Всего   | Место |
| Спортсмены                 | Вид    | Результат | Место   | Результат | Место   | Результат | Место   | Результат | Место   | Всего   | Место |
| -------------------------- | ------ | --------- | ------- | --------- | ------- | --------- | ------- | --------- | ------- | ------- | ----- |
| Алан Хендерсон Энджюс Росс | Двойки | 56,29     | 27      | 56,28     | 29      | 56,12     | 28      | 55,97     | 28      | 3.44,66 | 28    |

## Горнолыжный спорт
Спортсменов - 1
Женщины
| Спортсмен      | Вид    | 1 попытка       | 2 попытка | Всего | Место |
| -------------- | ------ | --------------- | --------- | ----- | ----- |
| Клаудия Риглер | Слалом | Не финишировала | Не прошла | -     | -     |

## Конькобежный спорт
Спортсменов - 1
Мужчины
| Спортсмен      | Вид   | Результат | Место |
| -------------- | ----- | --------- | ----- |
| Эндрю Николсон | 1000м | 1.13,86   | 35    |
| Эндрю Николсон | 1500м | 1.55,06   | 40    |

## Санный спорт
Спортсменов - 1
Женщина
| Спортсмен | Вид      | 1 заезд   | 1 заезд | 2 заезд   | 2 заезд | 3 заезд   | 3 заезд | 4 заезд   | 4 заезд | Всего    | Место |
| Спортсмен | Вид      | Результат | Место   | Результат | Место   | Результат | Место   | Результат | Место   | Всего    | Место |
| --------- | -------- | --------- | ------- | --------- | ------- | --------- | ------- | --------- | ------- | -------- | ----- |
| Энджи Пол | Одиночка | 52,534    | 20      | 52,254    | 19      | 51,870    | 20      | 51,808    | 22      | 3.28,466 | 19    |

## Сноуборд
Спортсменов - 1
Женщины
| Спортсмен    | Вид               | 1 попытка       | 2 попытка | Всего | Место |
| ------------ | ----------------- | --------------- | --------- | ----- | ----- |
| Памелла Белл | Гигантский слалом | Не финишировала | Не прошла | -     | -     |

## Фристайл
Спортсменов - 2
Мужчины
| Спортсмен   | Вид   | Квалификация | Квалификация | Финал     | Финал     |
| Спортсмен   | Вид   | Результат    | Место        | Результат | Место     |
| ----------- | ----- | ------------ | ------------ | --------- | --------- |
| Ричард Ушер | Могул | 20,75        | 25           | Не прошёл | Не прошёл |

Женщины
| Спортсмен  | Вид   | Квалификация    | Квалификация | Финал     | Финал     |
| Спортсмен  | Вид   | Результат       | Место        | Результат | Место     |
| ---------- | ----- | --------------- | ------------ | --------- | --------- |
| Кайли Гилл | Могул | Не финишировала | -            | Не прошла | Не прошла |